# Hamidou Sinayoko
Hamidou Sinayoko (ur. 11 marca 1986 w Ségou) – malijski piłkarz grający na pozycji napastnika. Od 2019 jest zawodnikiem klubu Djoliba AC.

## Kariera klubowa
Swoją karierę piłkarską Sinayoko rozpoczął w klubie AS Bakaridjan. W 2004 roku zadebiutowął w jego barwach w drugiej lidze malijskiej. W latach 2005–2008 był zawodnikiem AS Tadona, a w latach 2008–2010 – US Bougouni. W sezonie 2010/2011 występował w Stade Malien, z którym wywalczył mistrzostwo Mali. W latach 2011–2013 grał w AS Onze Créateurs, a w latach 2013–2015 - w Djoliba AC. W 2016 roku ponownie grał w AS Onze Créateurs, z którym zdobył Puchar Mali. W latach 2016–2018 był piłkarzem gabońskiego CF Mounana. W sezonie 2016/2017 został z nim mistrzem Gabonu. W sezonie 2018/2019 był zawodnikiem nigerskiego AS SONIDEP, z którym sięgnął po dublet – mistrzostwo i Puchar Nigru. W 2019 wrócił do Djoliba AC. W sezonie 2021/2022 został mistrzem, a w sezonie 2022/2023 - wicemistrzem Mali.

## Kariera reprezentacyjna
W reprezentacji Mali Sinayoko zadebiutował 27 sierpnia 2013 w przegranym 0:1 towarzyskim meczu z Tunezją.